# Heinrich Nagel (Politiker)
Heinrich Nagel (* 5. Juli 1888 in Lindau am Harz; † 8. September 1958 in Bremen) war ein deutscher Politiker. Er war Mitglied der Bremischen Bürgerschaft (CDU).   

## Biografie
Nagel war als Oberwerkmeister in Bremen tätig. 
Er war Mitglied in der CDU und in verschiedenen Funktionen aktiv. Er war für die CDU von 1950 bis 1953 sowie 1955 bis 1958 (†) in der 2. und 4. Wahlperiode sechs Jahre lang Mitglied der Bremischen Bürgerschaft und in der Bürgerschaft in verschiedenen Deputationen tätig.